# Alexanderheide (Naturschutzgebiet)
Die Alexanderheide ist ein Naturschutzgebiet in der niedersächsischen Stadt Oldenburg.

## Allgemeines
Das Naturschutzgebiet mit dem Kennzeichen NSG WE 282 ist rund 39 Hektar groß. Der Antrag auf die Einleitung eines Verfahrens zur Unterschutzstellung wurde im Mai 2011 vom damaligen Naturschutzbeauftragten der Stadt Oldenburg in den zuständigen Umweltausschuss eingebracht. Die Einleitung des Verfahrens selbst wurde am 27. Februar 2013 beschlossen. Das Gebiet steht seit dem 21. Juni 2014 unter Schutz. Zuständige untere Naturschutzbehörde ist die Stadt Oldenburg.

## Beschreibung
Das Naturschutzgebiet liegt im Oldenburger Stadtteil Alexandersfeld im Osten des ehemaligen Fliegerhorstes Oldenburg und schließt einen Teil des nördlich anschließenden Wasserwerkes mit ein. Das Schutzgebiet wird von Sandmagerrasen, Grünland- und Ruderalflächen sowie Wald- und Gebüschbereichen geprägt, die sich auf den mageren Sandböden durch die jahrzehntelange, extensive Pflege auf militärisch genutzten Flächen entwickeln konnten. So sind hier u. a. Heidenelke, Kartäusernelke, Raue Nelke, Hasenklee, Silberfingerkraut, Scharfer Mauerpfeffer, Gewöhnlicher Teufelsabbiss und Cladoniaflechten sowie Rauer Löwenzahn, Ackerhornkraut, Frühe Haferschmiele, Nelkenhaferschmiele und Mäusewicke zu finden. Der Bereich des Wasserwerkes ist überwiegend mit Gehölzen bestanden. Daneben ist hier ein kleinräumiges Mosaik aus halbruderalen Gras- und Staudenfluren sowie Heidenelken-Sandmagerrasen zu finden. Insgesamt siedeln im Bereich des Naturschutzgebietes etwa 300 verschiedene Gefäßpflanzenarten und etwa 30 kryptogame Arten.
Das Naturschutzgebiet ist Lebensraum einer artenreichen Avifauna. Bei Kartierungen wurden 57 Vogelarten nachgewiesen, von denen 46 hier auch brüten. Nennenswert sind beispielsweise Vorkommen von Feldlerche, Kuckuck und Grünspecht. Weiterhin sind im Naturschutzgebiet Fledermäuse, zahlreiche Laufkäfer mit einer überdurchschnittlich hohen Artenvielfalt, Tagfalter, Heuschrecken und Amphibien heimisch.
Auf einem Teil der Fläche des Naturschutzgebietes ist eine Nutzung als Freizeitanlage bzw. für eine Bauwagenkolonie freigestellt. Eine Bauwagenkolonie, die vorher auf einer Brachfläche am Stau zwischen dem alten Stadthafen und dem Bahnhof Oldenburg angesiedelt war, zog im Frühjahr 2014 auf die dafür vorgesehene Fläche.